# Chris White (wioślarz)
Christopher Sherratt White (ur. 9 września 1960 w Gisborne), nowozelandzki wioślarz. Brązowy medalista olimpijski z Seulu.
Brał udział w czterech igrzyskach olimpijskich (IO 84, IO 88, IO 92, IO 96). W 1988 brązowy medal zdobył w czwórce ze sternikiem. Osadę tworzyli ponadto Ian Wright, Andrew Bird, Greg Johnston, George Keys. Był wielokrotnym medalistą mistrzostw świata. W ósemce był mistrzem świata w 1982 i 1983. W rywalizacji czwórek ze sternikiem był drugi w 1986 i 1995.